# Dwór w Bielanach Wrocławskich
Dwór w Bielanach Wrocławskich – zabytkowy dwór wybudowany w XVI w., przebudowywany w XX w. 
Pierwotnie dwór na wodzie, wybudowany w XVI w. (konstrukcja szkieletowa) przez rodzinę von Uthmann. Hans Heinrich Uthmann i jego żona Magdalena von Heugel sfinansowali przebudowę wnętrza i remontowe miejscowego kościoła. Nad gotyckim portalem wejściowym jest kartusz z herbami małżeństwa z datą 1621.
Obiekt jest częścią zespołu dworskiego w skład którego wchodzi jeszcze folwark (otoczenie dworu).

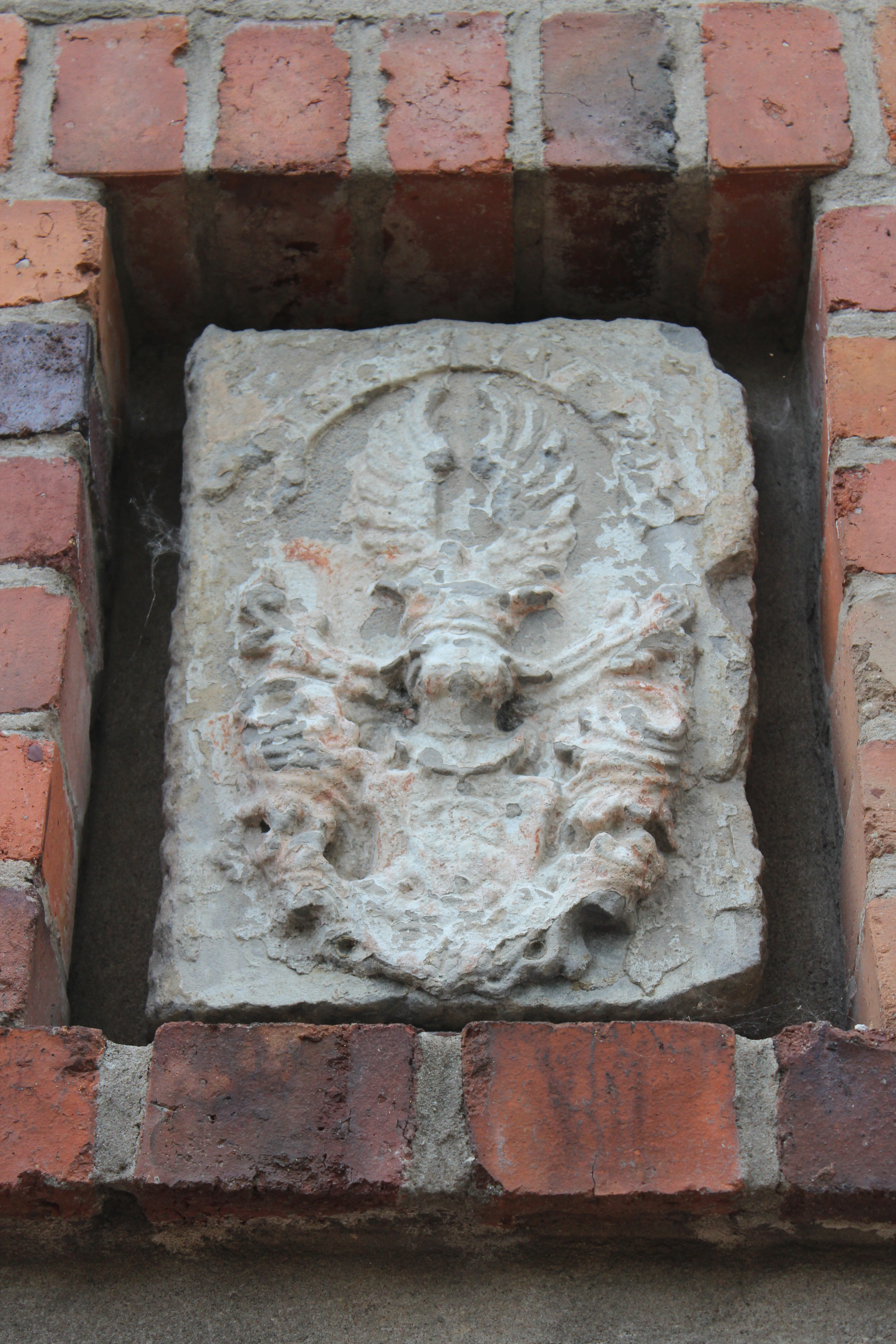
Herb von Uthmann
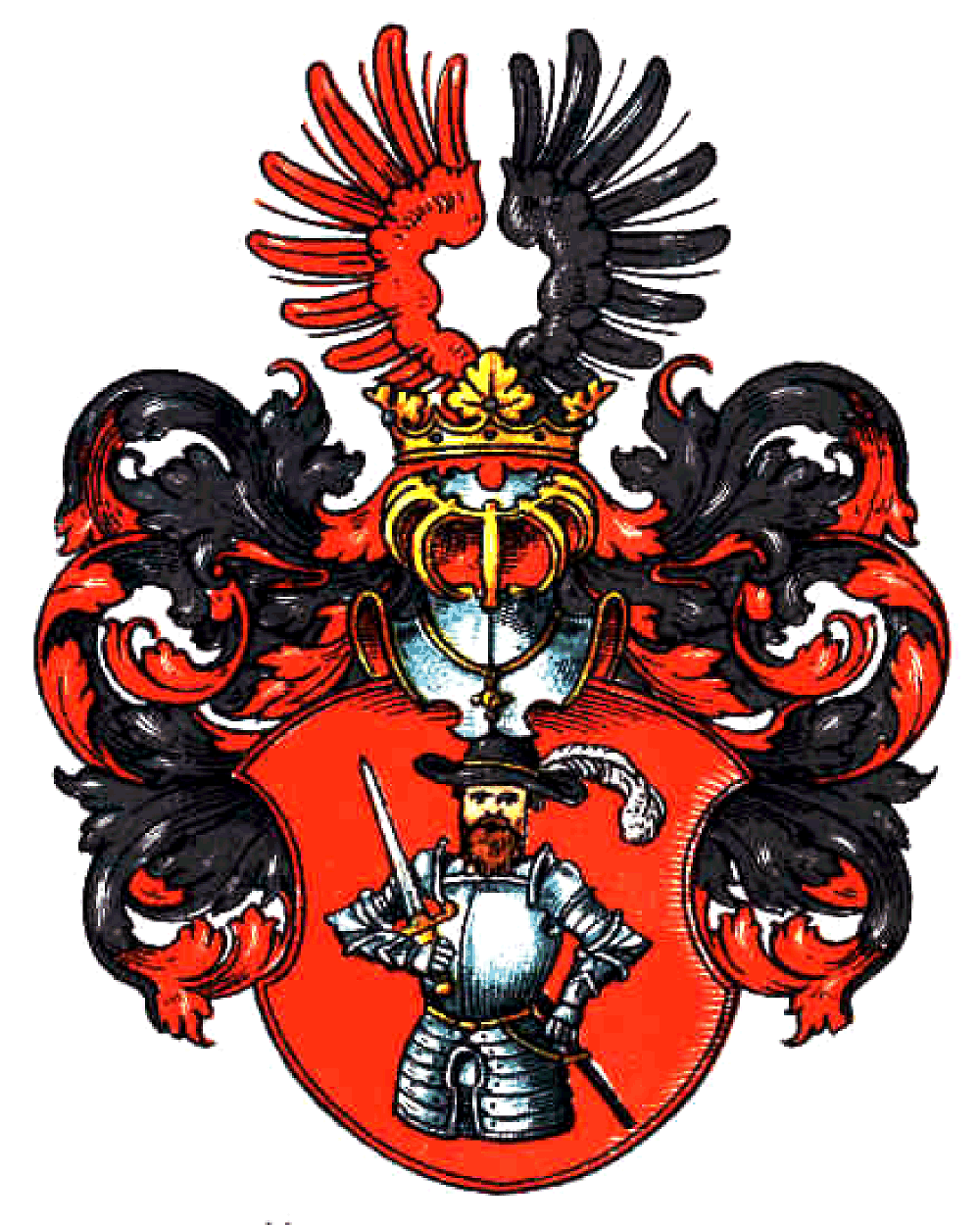
Herb von Uthmann
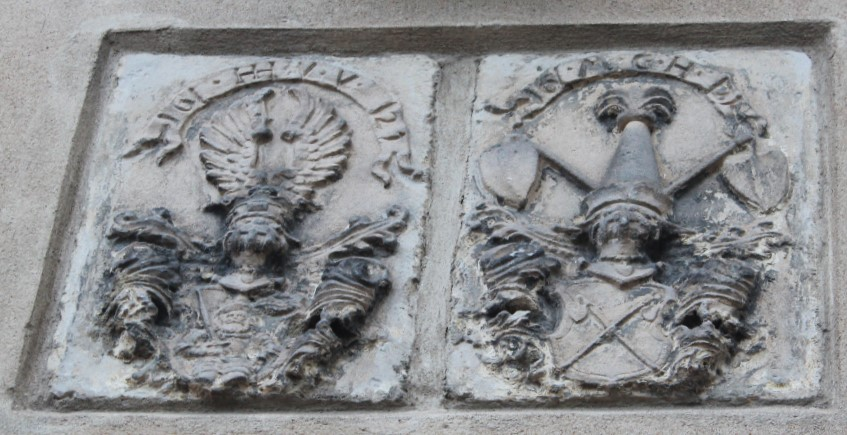
Herby Uthmann, Heugel